# 希伦
希伦（德语、法语、卢森堡语：Schieren）是卢森堡中部的一个市镇和城镇，属于迪基希县。   
市镇希伦于1850年7月1日与叙尔河畔埃佩尔当日一同从市镇埃特尔布吕克划出成立。成立希伦的法律于1850年1月22日获得通过。